# Moose Mountain
Moose Mountain är ett berg i Kanada.   Det ligger i provinsen Alberta, i den centrala delen av landet, 2 900 km väster om huvudstaden Ottawa. Toppen på Moose Mountain är 2 437 meter över havet, eller 589 meter över den omgivande terrängen. Bredden vid basen är 12,7 km.
Terrängen runt Moose Mountain är huvudsakligen kuperad. Trakten runt Moose Mountain är nära nog obefolkad, med mindre än två invånare per kvadratkilometer.. Närmaste större samhälle är Bragg Creek, 19,5 km öster om Moose Mountain.
I omgivningarna runt Moose Mountain växer i huvudsak barrskog.